# ウジェーヌ・モーリス・ド・サヴォワ＝ソワソン
ウジェーヌ・モーリス・ド・サヴォワ（Eugène Maurice de Savoie, 1635年3月2日 - 1673年6月6日）は、ルイ14世に仕えたフランスの軍人、貴族である。家名はサヴォワ＝ソワソン（Savoie-Soissons）またはサヴォワ＝カリニヨン（Savoie-Carignan）とも称される。サヴォイア家支族サヴォイア＝カリニャーノ家傍系のサヴォワ＝ソワソン家の祖で、ソワソンおよびドルー伯爵。父はカリニャーノ公トンマーゾ・フランチェスコ・ディ・サヴォイア、母はブルボン＝コンデ家傍系のマリー・ド・ブルボン＝コンデで、母からソワソン伯爵位を相続したことからソワソンの家名でも呼ばれることになった。
オーストリアに仕えた将軍プリンツ・オイゲン（ウジェーヌ・ド・サヴォワ）の父である。

## 略歴
1657年2月21日、パリにてマザラン枢機卿の姪オリンピア・マンチーニと結婚した。
ブルボンとシャンパーニュ県とブリー県の総督で在ロンドン仏大使であった。フランス軍で活躍し、1672年には将軍補佐まで昇格した。ダンケルクの包囲に参加（1658年）、ドゥエーとアウデナールデを占領（1667年）、フランシュ＝コンテの会戦でスペインと対した。
1673年6月、風邪で倒れた（毒を盛られたという噂が流れた）。死後は息子のルイ・トマが後を継いだ。

## 子女
オリンピア・マンチーニとの間に以下の子女をもうけた。
- ルイ・トマ（Louis Thomas, 1657年 - 1702年） - ソワソン伯
- フィリップ（Philippe, 1659年 - 1693年）
- ルイ・ジュール（Louis Jules, 1660年 - 1683年）
- エマニュエル・フィリベール（Emanuel Philibert, 1662年 - 1676年）
- ウジェーヌ（Eugène, 1663年 - 1736年） - オーストリアの将軍
- マリー・ジャンヌ（Marie Jeanne, 1665年 - 1705年）
- ルイーズ・フィリベルト（Louise Philiberte, 1667年 - 1726年）
- フランソワーズ（Françoise, 1668年 - 1671年）